# レオニード・クラフチュク
レオニード・マカロヴィッチ・クラフチュク（ウクライナ語: Леоні́д Мака́рович Кравчу́к レオニード・マカーロヴィチュ・クラウチューク；Leonid Makarovich Kravchuk、ロシア語: Леонид Макарович Кравчук、1934年1月10日 - 2022年5月10日）は、ソビエト連邦及びウクライナの政治家、ウクライナ初代大統領（在任1991年 - 1994年）。

## 来歴
1934年、ソビエト連邦ウクライナ・ソビエト社会主義共和国リウネ州に生まれる。
1958年キエフ国立大学を卒業しソ連共産党に入党する。
1970年ウクライナ共和国共産党中央委員。ソ連共産党中央委員会付属社会科学アカデミーを修了し、経済学博士候補号を取得。以後、ウクライナ共産党中央委員会宣伝・煽動部次長、イデオロギー部長、書記、政治局員を歴任する。
1990年にはソ連共産党中央委員に選出される。同年ウクライナ最高会議議長に選出されるが、1991年8月のクーデターの後、ソ連共産党を離党する。12月に実施された大統領選挙で初代大統領に選ばれウクライナ独立を宣言。12月8日エリツィン・ロシア大統領、シュシケビッチ・ベラルーシ最高会議議長とベラルーシのビャウォヴィエジャの森で会談し、ソ連からの離脱と独立国家共同体（CIS）の結成で合意した（ベロヴェーシ合意）。この会談の結果、12月26日にソ連は崩壊した。
ウクライナ独立後は、積極的なウクライナ化政策とロシア離れ政策を推進するが、経済危機に対処できず支持は失墜、1994年の大統領選挙でレオニード・クチマ首相に敗北した。しかし同年9月の補選で議員に復帰し、2006年5月まで議席を維持した。
2021年6月に心臓の手術を受け、その後は体調を崩した。2022年5月10日、死去。88歳没。